# 22 de setembro
22 de setembro é o 265.º dia do ano no calendário gregoriano (266.º em anos bissextos). Faltam 100 dias para acabar o ano. É o dia do equinócio de setembro, quando começa a primavera no hemisfério sul e o outono no hemisfério norte.

## Eventos históricos

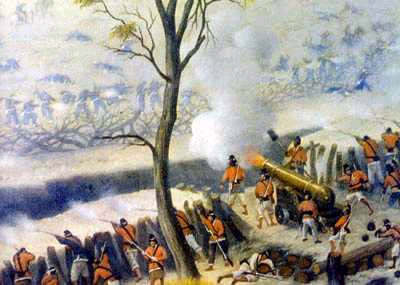
1866: Batalha de Curupaiti

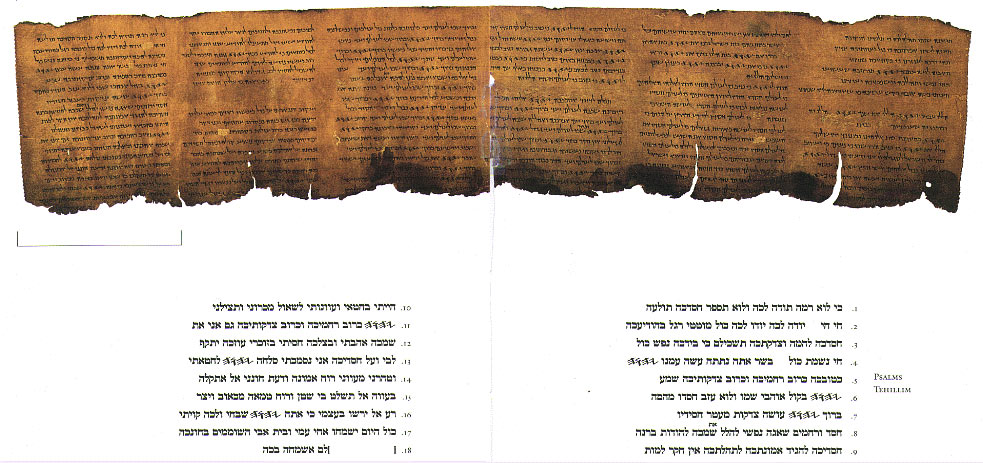
1991: Manuscritos do Mar Morto

- 490 a.C. — Dario I, o rei dos persas, é derrotado em Maratona pelo exército grego.
- 0066 — O imperador Nero cria a Legião I Italica.
- 0904 — O senhor da guerra Zhu Quanzhong mata o imperador Zhaozong, o penúltimo imperador da Dinastia Tang, depois de tomar o controle do governo imperial
- 1236 — Os samogícios derrotam os Irmãos Livônios da Espada na Batalha de Saule.
- 1499 — O Tratado de Basileia conclui a Guerra dos Suabos.
- 1586 — A Batalha de Zutphen é uma vitória espanhola sobre ingleses e holandeses.
- 1692 — Último enforcamento dos condenados por bruxaria nos julgamentos das bruxas de Salém; os outros são todos finalmente liberados.
- 1789 — Batalha de Rymnik: o exército russo e aliado de Alexander Suvorov derrota as forças superiores do Império Otomano.
- 1792 — Primeiro Vendemiário, do primeiro ano do calendário republicano francês, quando surge a Primeira República Francesa.
- 1857 — O navio de guerra russo Lefort vira e afunda durante uma tempestade no Golfo da Finlândia, matando todos os 826 a bordo.
- 1862 — Uma versão preliminar da Proclamação de Emancipação é lançada por Abraham Lincoln.
- 1866 — Guerra do Paraguai: A Batalha de Curupaiti é a única vitória significativa do Paraguai.
- 1888 — É publicada a primeira edição da National Geographic Magazine.
- 1914 — Um submarino alemão afunda três cruzadores britânicos num período de setenta minutos, matando quase 1 500 marinheiros.
- 1934 — O desastre de Gresford no País de Gales mata 266 mineiros e socorristas.
- 1937 — Guerra Civil Espanhola: Peña Blanca é tomada, encerrando a Batalha de El Mazuco.
- 1939 — Segunda Guerra Mundial: um desfile militar germano-soviético em Brest-Litovsk é realizado para comemorar a invasão bem-sucedida da Polônia.
- 1941 — Holocausto na Ucrânia: no dia do Ano Novo judaico, as SS alemãs assassinam 6 000 judeus em Vinnytsia, Ucrânia. Esses são os sobreviventes dos assassinatos anteriores ocorridos alguns dias antes, nos quais cerca de 24 000 judeus foram executados.
- 1948
  - Gail Halvorsen começa oficialmente a lançar doces de paraquedas para crianças como parte do transporte aéreo de Berlim.
  - Conflito israelo-palestino: o Protetorado de Toda-Palestina é criado pela Liga Árabe.
- 1957 — No Haiti, François Duvalier é eleito presidente.
- 1959 — Santos Dumont recebe o posto honorífico de Marechal-do-Ar.
- 1960 — A República do Sudão passa a se chamar Mali após a saída do Senegal da Federação do Mali.
- 1965 — A Guerra Indo-Paquistanesa entre a Índia e o Paquistão sobre a Caxemira termina após as Nações Unidas pedirem um cessar-fogo.
- 1966 — Vinte e quatro pessoas morrem quando o voo Ansett-ANA 149 cai em Winton, Queensland, Austrália.
- 1975 — O presidente Gerald Ford escapa de tentativa de assassinato por Sara Jane Moore.
- 1976 — Realiza-se a primeira Festa do Avante, nas instalações da FIL, em Lisboa.
- 1979 — Um "flash brilhante", semelhante à detonação de uma arma nuclear, é observado perto das Ilhas do Príncipe Eduardo. Sua causa nunca foi determinada.
- 1980 — Início da Guerra Irã-Iraque.
- 1981 — Durante um exercício militar, um Northrop F-5 da Força Aérea Turca cai em Babaeski como resultado de um erro do piloto, matando um membro da tripulação e também 65 soldados no solo.[1]
- 1988 — A Assembleia Nacional Constituinte aprova o texto definitivo da nova Constituição brasileira.
- 1991 — Os Manuscritos do Mar Morto são disponibilizados ao público pela primeira vez.
- 1999 — Soldados da ONU entram no Timor-Leste para apaziguar a região.
- 2000 — Fundação da NYSE Euronext, um grupo de bolsas de valores da Europa e da América.
- 2006 — A Lei Maria da Penha entra em vigor no Brasil.
- 2010 — Suicídio de Tyler Clementi
- 2018 — Atentado contra parada militar em Ahvaz, no Irã, deixa pelo menos 30 mortos, incluindo os terroristas.

## Nascimentos

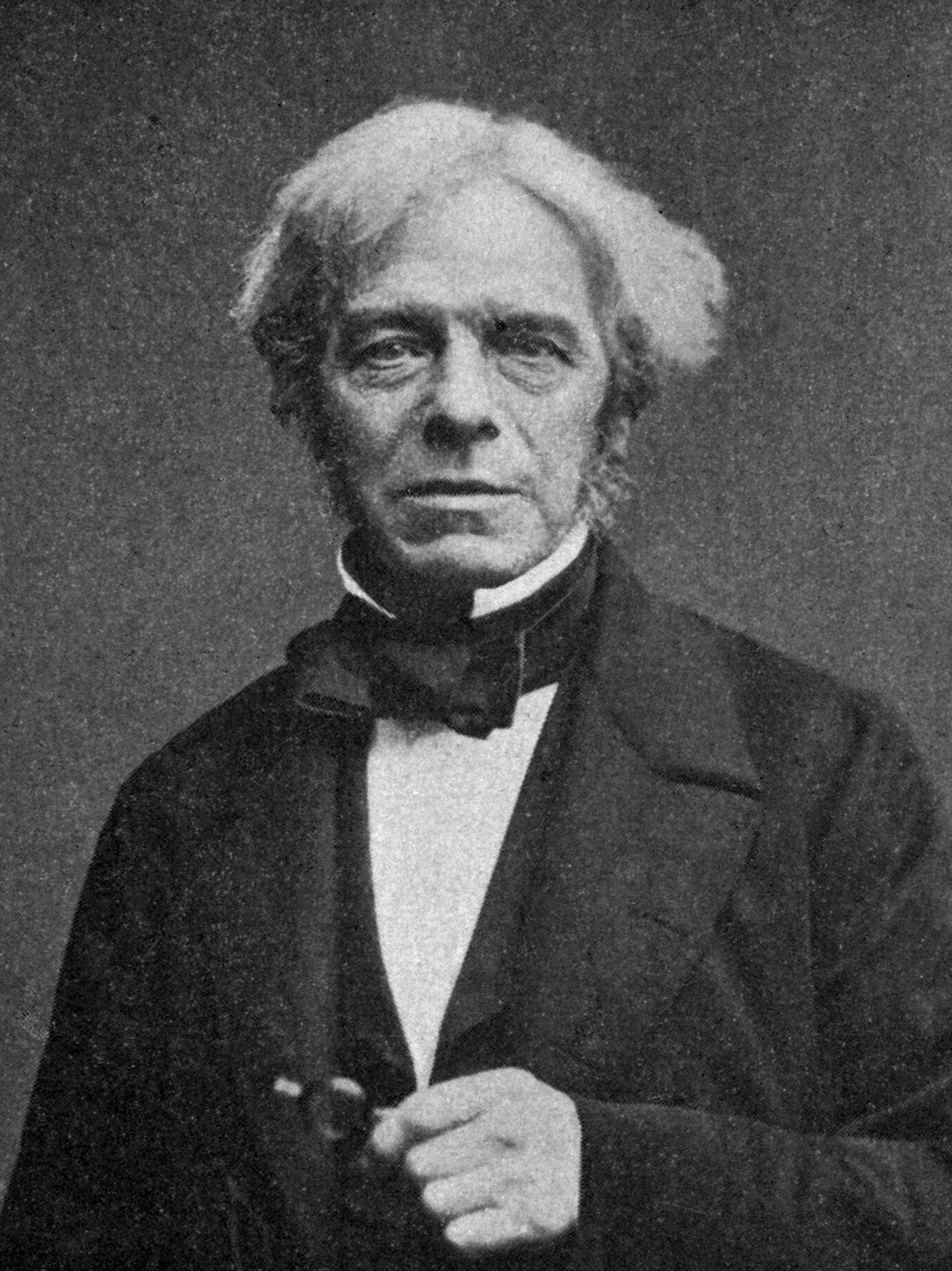
Michael Faraday

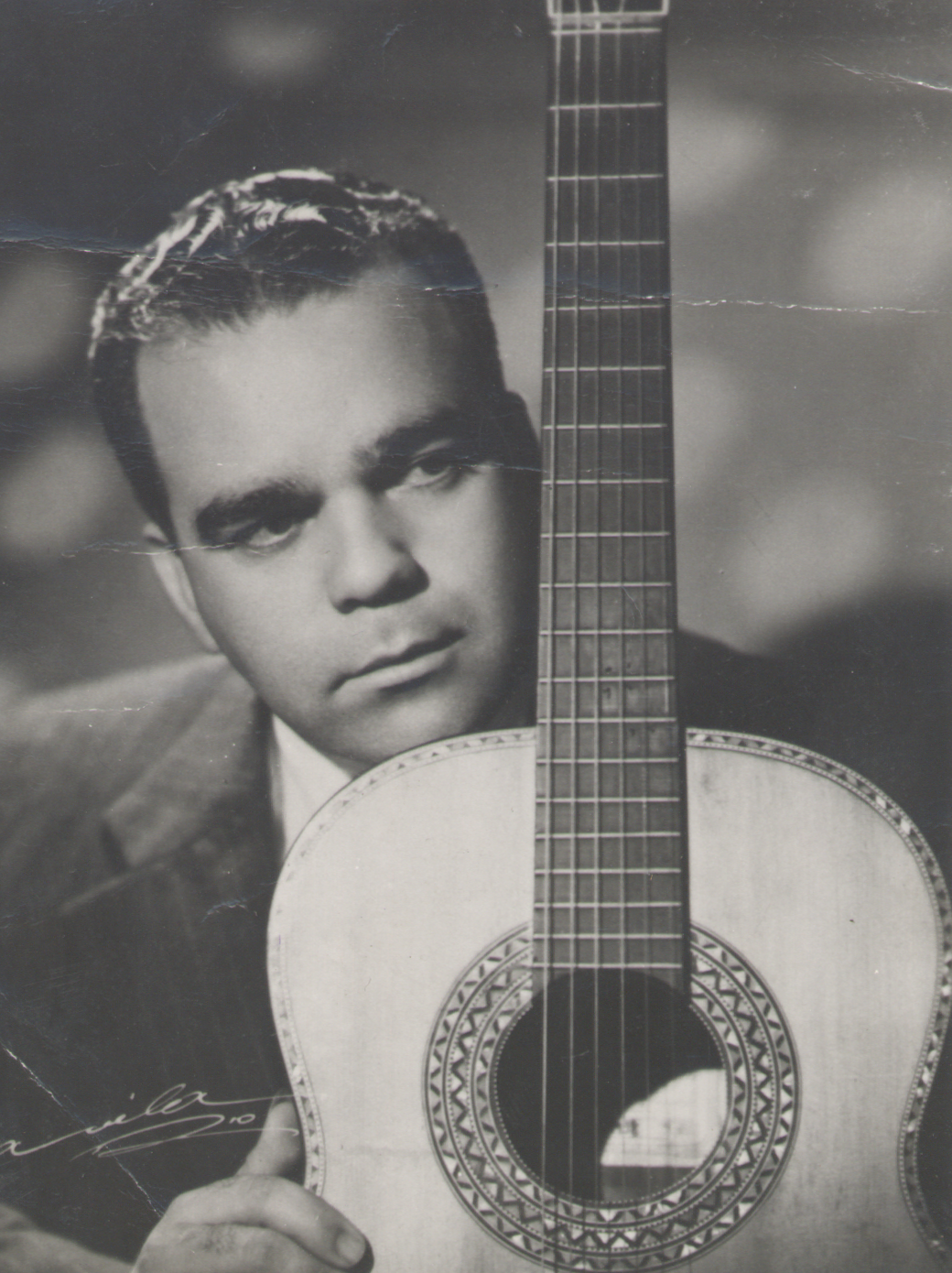
Dilermando Reis

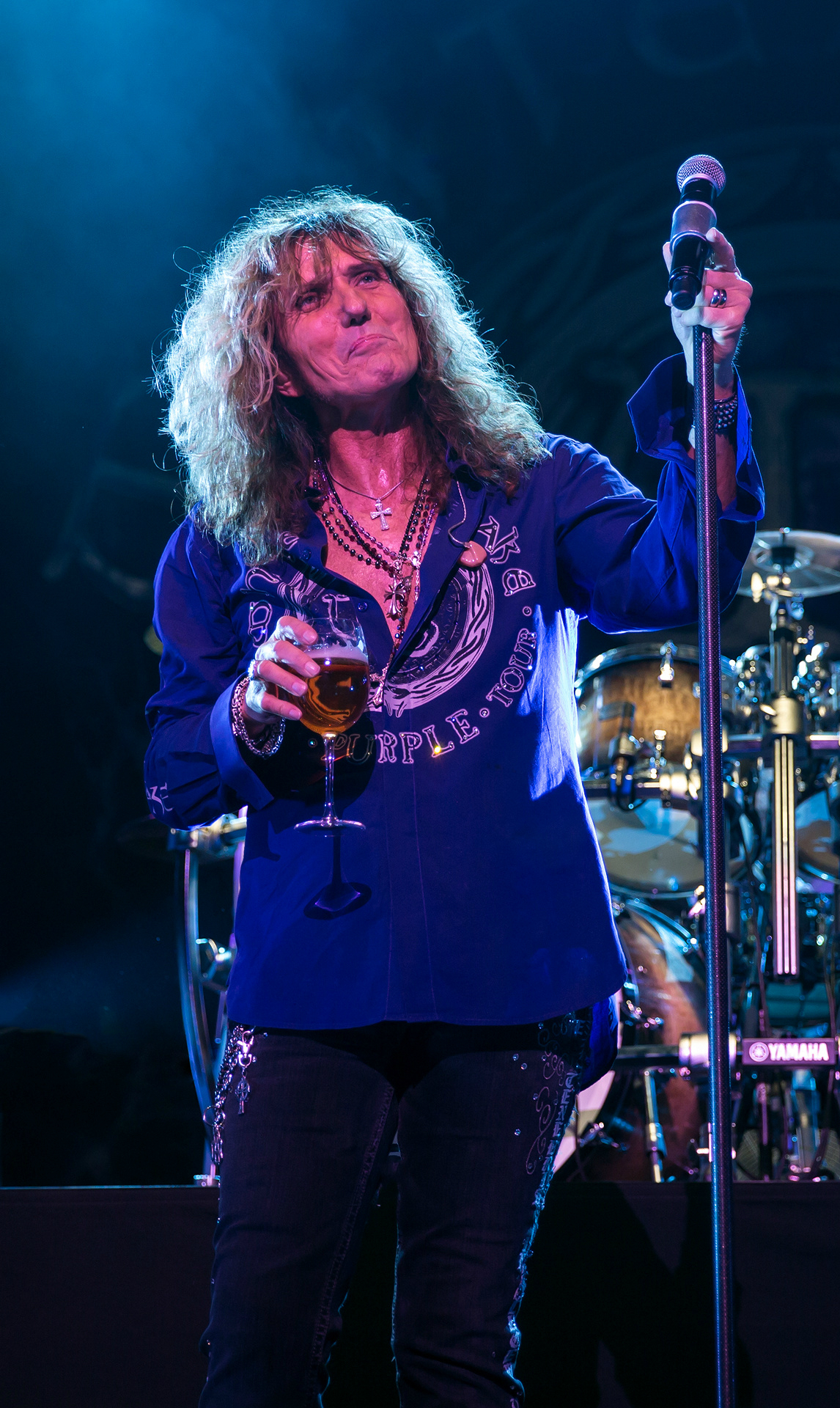
David Coverdale

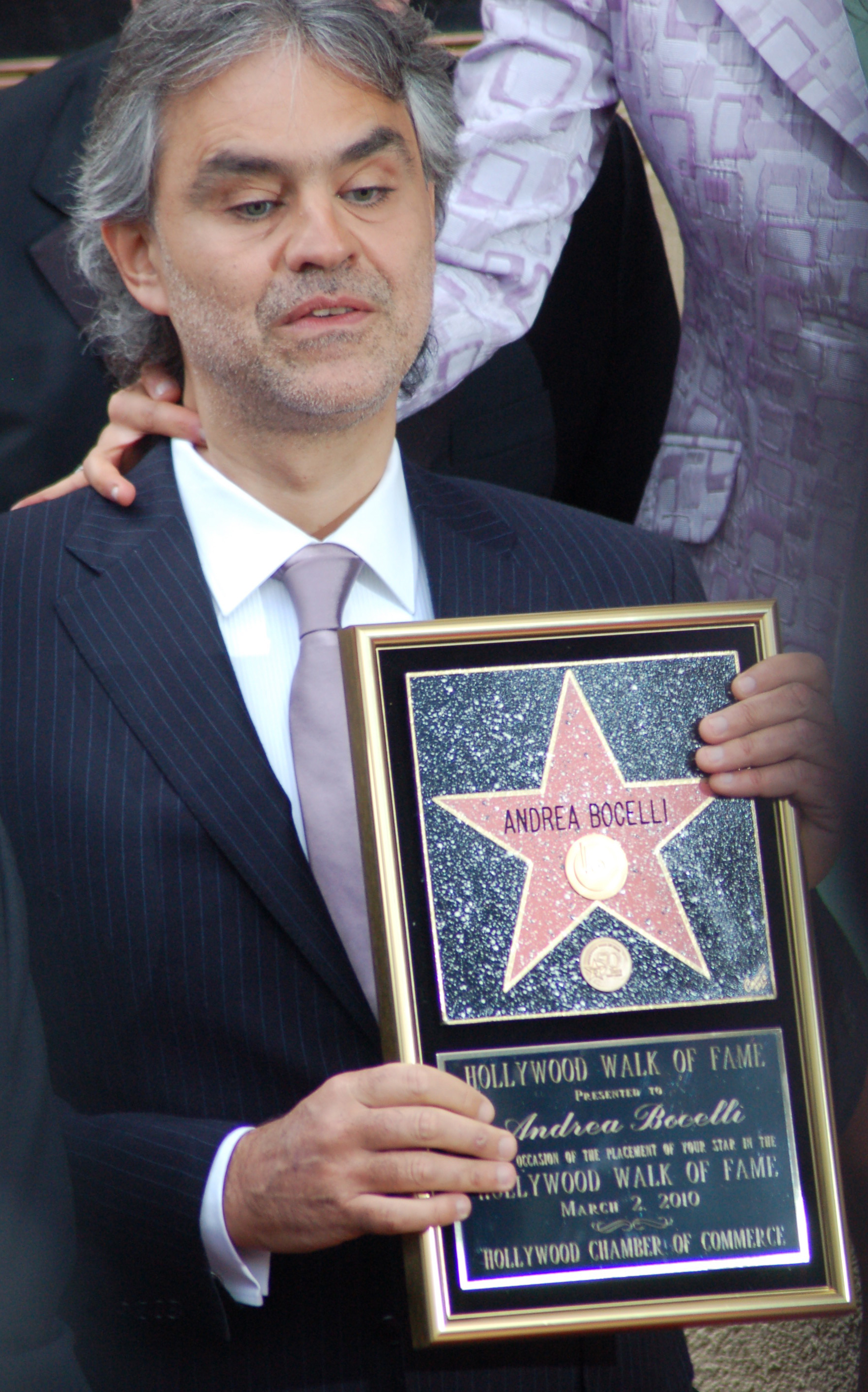
Andrea Bocelli

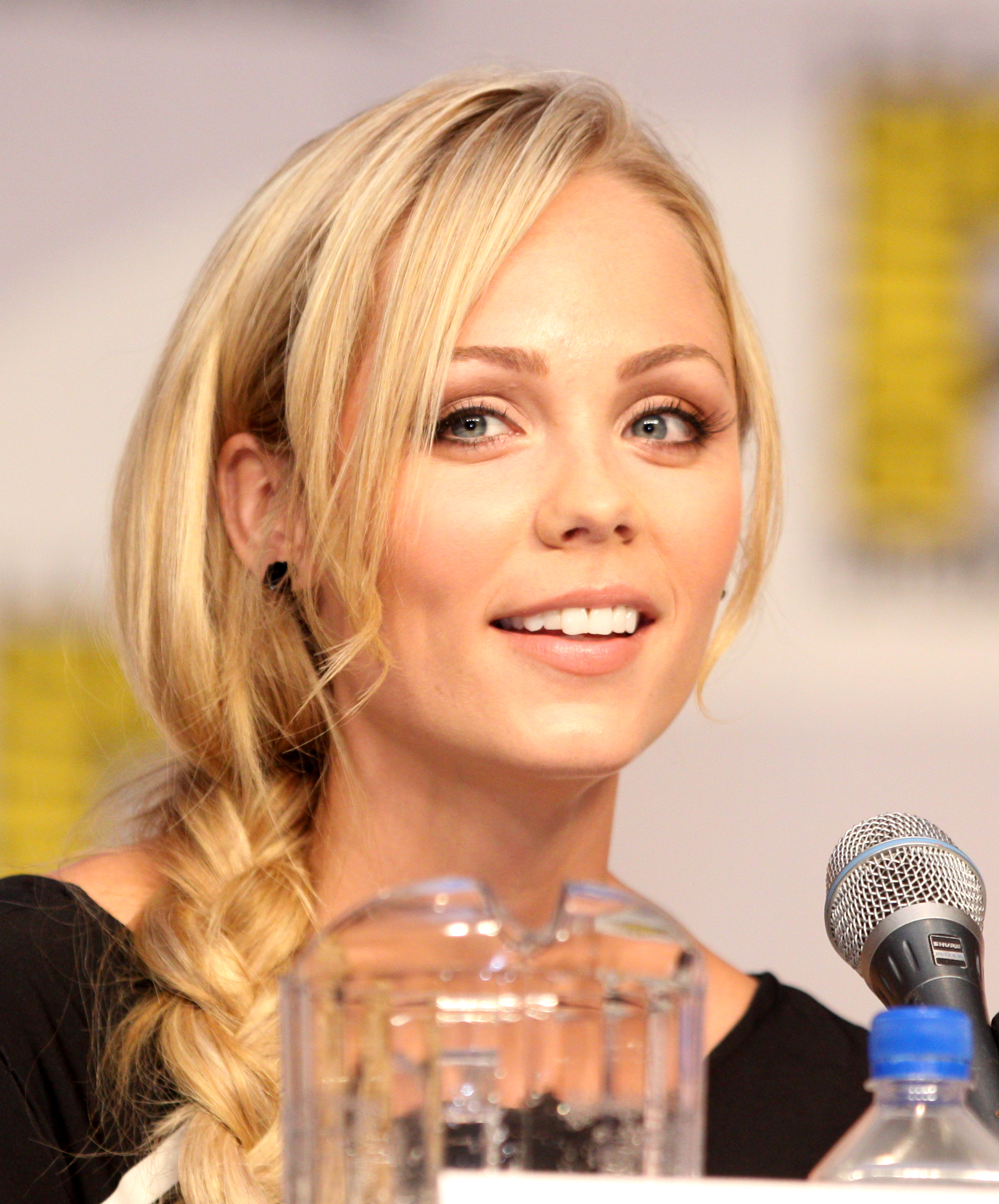
Laura Vandervoort

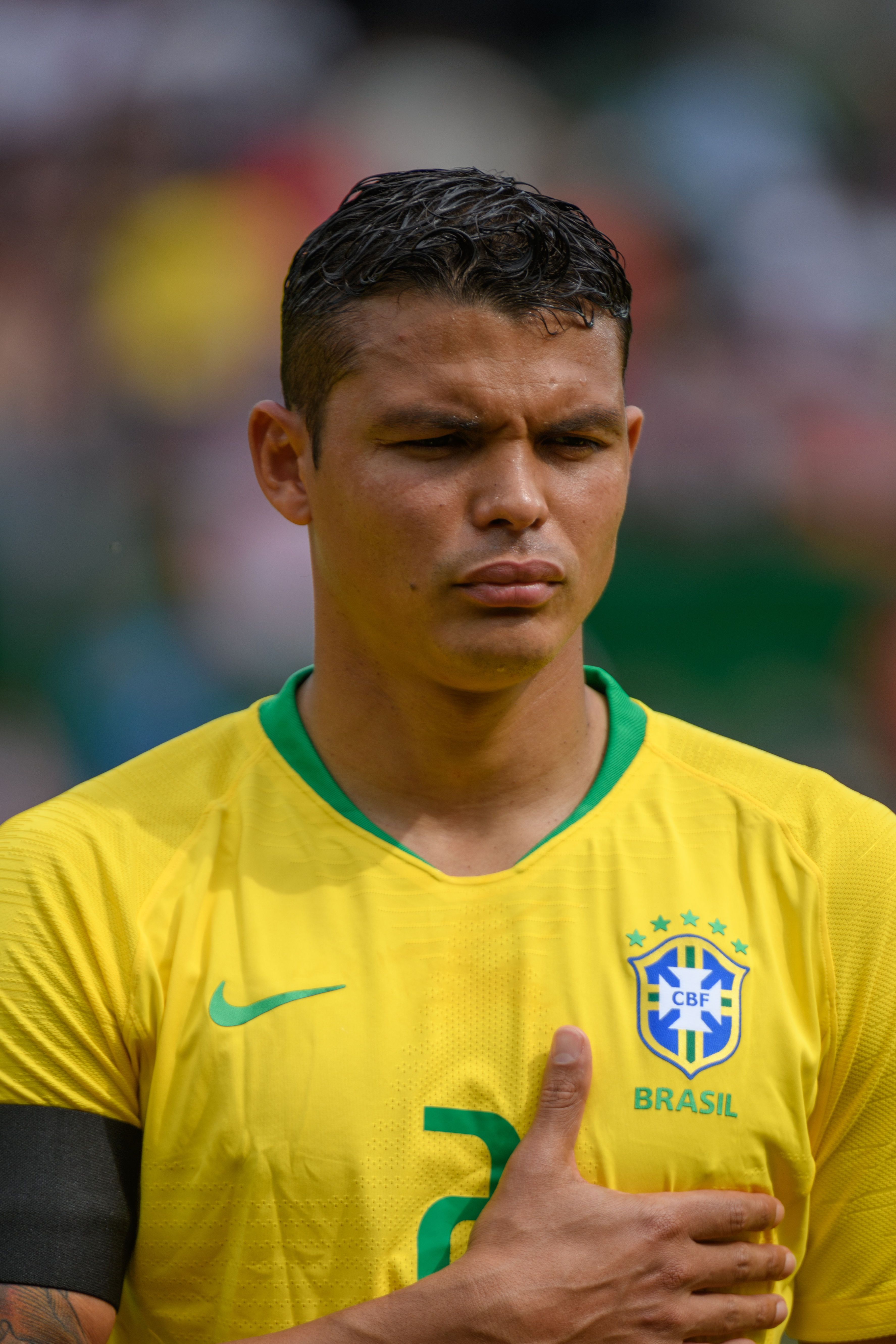
Thiago Silva

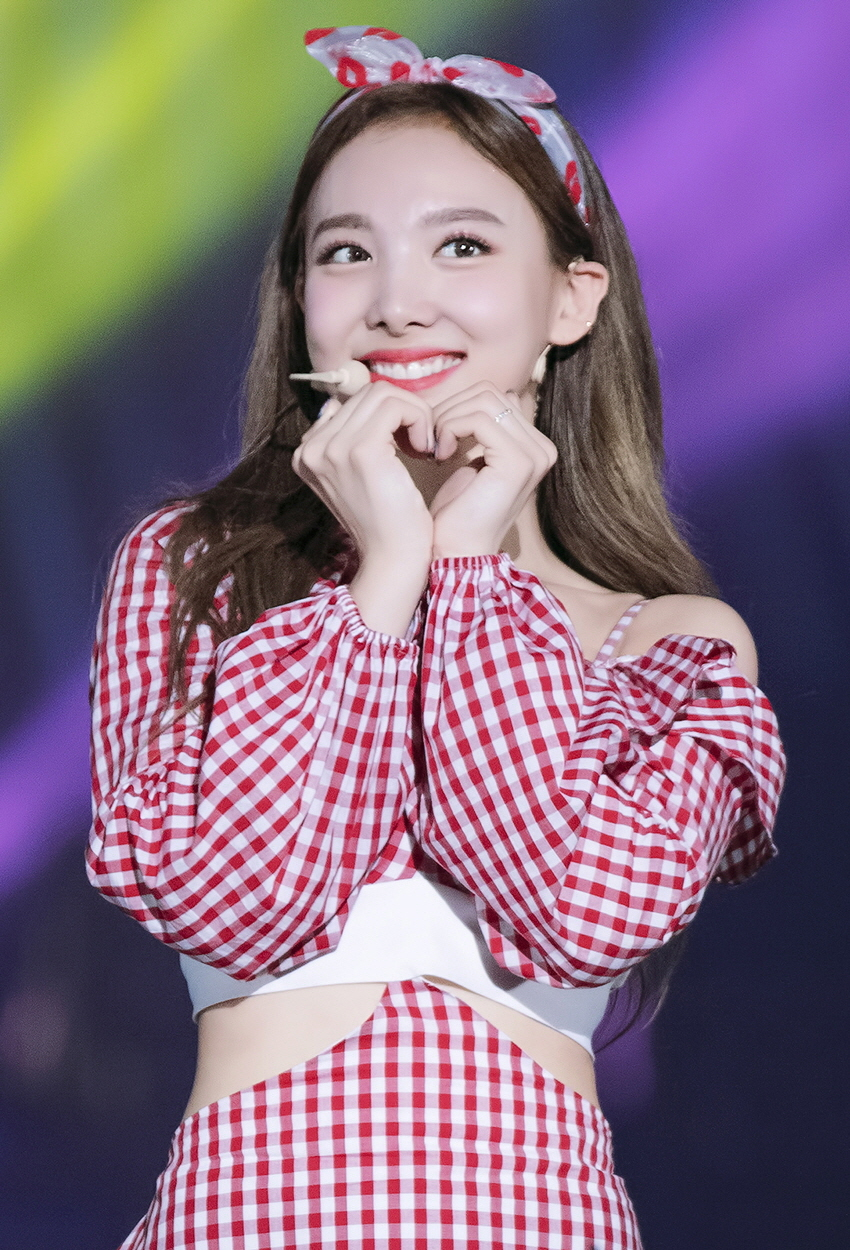
Lim Na-yeon

### Anteriores ao século XIX
- 1515 — Ana de Cleves, rainha consorte da Inglaterra (m. 1557).
- 1601 — Ana de Áustria, rainha de França (m. 1666).
- 1606 — Li Zicheng, imperador chinês (m. 1645).
- 1701 — Anna Magdalena Bach-Wilcken, soprano alemã (m. 1760).
- 1715 — Jean-Étienne Guettard, físico e cientista francês (m. 1786).
- 1741 — Peter Simon Pallas, zoólogo alemão (m. 1811).
- 1752 — Teresa de Santo Agostinho, santa carmelita francesa (m. 1794).
- 1765 — Paolo Ruffini, médico, filósofo e matemático italiano (m. 1822).
- 1767 — Padre José Maurício Nunes Garcia, compositor erudito brasileiro (m. 1830)
- 1768 — George Campbell, 6º Duque de Argyll (m. 1839).
- 1780 — Alfredo da Grã-Bretanha (m. 1782).
- 1791 — Michael Faraday, químico britânico (m. 1867).
- 1796 — Luísa Sofia de Danneskiold-Samsøe (m. 1867).
- 1800 — George Bentham, botânico britânico (m. 1884).

### Século XIX
- 1816 — Charles Leickert, pintor belga (m. 1907).
- 1832 — Hermann Zabel, botânico alemão (m. 1912).
- 1833 — John Quincy Adams II, político estadunidense (m. 1894).
- 1835 — Leopoldo, Príncipe de Hohenzollern (m. 1905).
- 1863 — Alexandre Yersin, médico suíço (m. 1943).
- 1866 — Witmer Stone, naturalista estadunidense (m. 1939).
- 1868
  - Cairbar de Souza Schutel, político, orador e escritor espírita brasileiro (m. 1938).
  - Eustace Miles, tenista britânico (m. 1948).
- 1869 — Kijirō Nambu, militar japonês (m. 1949).
- 1870 — Charlotte Cooper, tenista britânica (m. 1966).
- 1873 — Heinrich von Opel, empresário alemão (m. 1928)
- 1875
  - Mikalojus Konstantinas Čiurlionis, pintor e compositor lituano (m. 1911).
  - Adelaide de Schaumburg-Lippe, princesa alemã (m. 1971).
- 1876 — André Tardieu, político francês (m. 1945).
- 1878 — Shigeru Yoshida, político japonês (m. 1967).
- 1882 — Wilhelm Keitel, militar alemão (m. 1946).
- 1884 — József Rády, esgrimista húngaro (m. 1957).
- 1885
  - Erich von Stroheim, ator e diretor austríaco (m. 1957).
  - Gunnar Asplund, arquiteto sueco (m. 1940).
- 1887 — Maurice Prévost, aviador francês (m. 1952).
- 1895
  - Paul Muni, ator polonês (m. 1967).
  - Felix Machatschki, mineralogista austríaco (m. 1970).
- 1899 — Vítor Coelho, sacerdote católico e radialista brasileiro (m. 1987).

### Século XX

#### 1901–1950
- 1901 — Charles Brenton Huggins, fisiologista canadense (m. 1997).
- 1902 — John Houseman, ator e produtor de cinema romeno-britânico (m. 1988).
- 1906 — Arquiduquesa Rosa da Áustria (m. 1983).
- 1907
  - Hermann Schlichting, engenheiro alemão (m. 1982).
  - Maurice Blanchot, escritor e filósofo francês (m. 2003).
  - Philip Fotheringham-Parker, automobilista britânico (m. 1981).
- 1908 — Odette Bancilhon, astrônoma francesa (m. 2000).
- 1911 — Mikko Hietanen, maratonista finlandês (m. 1999).
- 1912
  - Gerrit Faulhaber, futebolista indonésio (m. 1951).
  - Martha Scott, atriz estadunidense (m. 2003).
  - Éloi Meulenberg, ciclista belga (m. 1989).
- 1916 — Dilermando Reis, violonista brasileiro (m. 1977).
- 1921
  - Yara Côrtes, atriz brasileira (m. 2002).
  - Ian Raby, automobilista britânico (m. 1967).
  - Ed Souza, futebolista estadunidense (m. 1979).
- 1922 — Chen Ning Yang, físico chinês.
- 1924 — Rosamunde Pilcher, escritora britânica (m. 2019).
- 1925 — Virginia Capers, atriz estadunidense (m. 2004).
- 1927 — Colette Deréal, atriz e cantora francesa (m. 1988).
- 1928 — Justin Marie Bomboko, político congolês (m. 2014).
- 1930 — Antonio Saura, artista espanhol (m. 1998).
- 1931 — Ernst Degner, motociclista alemão (m. 1983).
- 1932 — Algirdas Brazauskas, político lituano (m. 2010).
- 1934
  - Carlos José, cantor e seresteiro brasileiro (m. 2020).
  - Ornella Vanoni, cantora italiana.
  - Carmelo Simeone, futebolista argentino (m. 2014).
- 1936 — José Roquette, empresário e dirigente desportivo português.
- 1938 — Lilia Aragón, atriz mexicana (m. 2021).
- 1939 — Junko Tabei, alpinista japonês (m. 2016).
- 1940
  - Mustafá Contursi, dirigente esportivo brasileiro.
  - Lombardi, locutor de televisão brasileiro (m. 2009).
  - Anna Karina, atriz dinamarquesa (m. 2019).
- 1941 — José Carlos da Silva José, ex-futebolista português.
- 1942
  - Marlena Shaw, cantora estadunidense (m. 2024).
  - David Stern, empresário norte-americano (m. 2020).
  - Rubén Salazar Gómez, cardeal colombiano.
- 1943 — Toni Basil, cantora, musicista e atriz estadunidense.
- 1944 — Richard Robarts, ex-automobilista britânico.
- 1945
  - Gonzaguinha, cantor e compositor brasileiro (m. 1991).
  - Ilija Petković, treinador de futebol e futebolista sérvio (m. 2020).
- 1946
  - King Sunny Adé, cantor e músico nigeriano.
  - Dan Lungren, político norte-americano.
- 1947
  - Mike Sexton, jogador de pôquer estadunidense (m. 2020).
  - Vanusa, cantora brasileira (m. 2020).
  - Tommy Hutchison, ex-futebolista britânico.
- 1948
  - Theo Dutra, jornalista, poeta e advogado brasileiro (m. 1973).
  - Bill Orton, político estadunidense (m. 2009).
  - Mark Phillips, ex-ginete britânico.
- 1950
  - Lino Červar, treinador de handebol e político croata.
  - Kirka, músico finlandês (m. 2007).

#### 1951–2000
- 1951 — David Coverdale, cantor e compositor britânico.
- 1952
  - Paul Le Mat, ator estadunidense.
  - Oliver Mtukudzi, músico zimbabuano (m. 2019).
- 1953
  - Zezé Polessa, atriz brasileira.
  - Ségolène Royal, política francesa.
  - Tomasz Wójtowicz, voleibolista polonês (m. 2022).
- 1956
  - Debby Boone, cantora, atriz e escritora estadunidense.
  - Elie Hobeika, político libanês (m. 2002).
- 1957 — Nick Cave, cantor australiano.
- 1958
  - Andrea Bocelli, tenor, escritor e compositor italiano.
  - Joan Jett, cantora e guitarrista estadunidense.
  - Franco Forini, ex-automobilista suíço.
  - João Campos, ex-meio-fundista português.
  - Steen Thychosen, ex-futebolista dinamarquês.
- 1959
  - Tai Babilonia, ex-patinadora artística estadunidense.
  - Saul Perlmutter, astrofísico norte-americano.
  - Mohammed Dionne, político senegalês (m. 2024).
  - Douglas Pierrotti, ex-jogador de futsal brasileiro.
  - Mark Patton, ator e designer de interiores americano.
- 1960
  - Davor Jozić, ex-futebolista bósnio.
  - Isaac Herzog, político e advogado israelense.
- 1961
  - Bonnie Hunt, atriz estadunidense.
  - Catherine Oxenberg, atriz britânica.
- 1962
  - Diogo Mainardi, escritor e colunista brasileiro.
  - Andries Jonker, treinador de futebol neerlandês.
- 1964
  - Benoît Poelvoorde, ator belga.
  - Vladimír Weiss, ex-futebolista e treinador de futebol eslovaco.
- 1965
  - Manfred Binz, ex-futebolista alemão.
  - Søren Lilholt, ex-ciclista dinamarquês.
- 1966 — Nelson Tapia, ex-futebolista chileno.
- 1967
  - Rickard Rydell, automobilista sueco.
  - Claudio Fabián Tapia, ex-futebolista e dirigente esportivo argentino.
  - Félix Savón, ex-pugilista cubano.
- 1968 — Velloso, ex-futebolista, treinador de futebol e comentarista esportivo brasileiro.
- 1969 — Matt Sharp, músico estadunidense.
- 1970
  - Emmanuel Petit, ex-futebolista francês.
  - Rupert Penry-Jones, ator britânico.
  - Marc-Kevin Goellner, ex-tenista alemão.
  - Antoni Lima, ex-futebolista andorrano.
- 1971
  - Marta Luísa da Noruega.
  - Lawrence Gilliard Jr., ator estadunidense.
  - Liz Weekes, jogadora de polo aquático australiana.
- 1972
  - Dana Vespoli, atriz estadunidense.
  - Matthew Rush, ator estadunidense.
- 1973
  - Paulo Costinha, ex-futebolista português.
  - Zhao Hongbo, ex-patinador artístico chinês.
- 1974
  - Jonas Torres, ator brasileiro.
  - Sergi Escobar, ex-ciclista espanhol.
- 1975
  - Freddy Grisales, ex-futebolista colombiano.
  - Carolina Márquez, cantora, compositora e DJ colombiana.
  - Mireille Enos, atriz estadunidense.
- 1976
  - Ronaldo Nazário, ex-futebolista e empresário brasileiro.
  - Anabela, cantora e atriz portuguesa.
  - Martin Solveig, DJ francês.
- 1978
  - Harry Kewell, ex-futebolista e treinador de futebol australiano.
  - Daniella Alonso, atriz estadunidense.
- 1979
  - Carlos Fumo Gonçalves, ex-futebolista moçambicano.
  - MyAnna Buring, atriz sueca.
  - Jericho Rosales, ator, cantor e compositor filipino.
- 1980
  - Fernanda Tavares, modelo brasileira.
  - James Black, patinador artístico britânico.
  - Liliana Santos, atriz e modelo portuguesa.
- 1981
  - Ashley Eckstein, atriz estadunidense.
  - Válber, futebolista brasileiro.
  - Gonzalo Vargas, ex-futebolista uruguaio.
  - Serdar Berdimuhamedow, político turcomeno.
  - Koji Yamase, futebolista japonês.
- 1982
  - Maarten Stekelenburg, ex-futebolista neerlandês.
  - Billie Piper, atriz e cantora britânica.
  - Kosuke Kitajima, ex-nadador japonês.
- 1984
  - Henok Goitom, ex-futebolista sueco-eritreu.
  - Laura Vandervoort, atriz canadense.
  - Thiago Silva, futebolista brasileiro.
  - Vincenzo Alberto Annese, ex-futebolista e treinador de futebol italiano.
- 1985
  - Rima Fakih, modelo libanesa.
  - Faris Haroun, futebolista belga.
  - Tatiana Maslany, atriz canadense.
- 1986
  - Yassine Chikhaoui, futebolista tunisiano.
  - Will Sharpe, ator, diretor e escritor britânico.
- 1987
  - Tom Felton, ator britânico.
  - Zdravko Kuzmanović, ex-futebolista sérvio.
- 1988
  - Sohrab Moradi, halterofilista iraniano.
  - Ivan, futebolista português.
- 1989
  - Sabine Lisicki, tenista alemã.
  - Hyoyeon, cantora sul-coreana.
  - Cœur de pirate, pianista, cantora e compositora canadense.
  - Corey Anderson, lutador estadunidense de artes marciais mistas.
- 1990
  - Mervin Tran, patinador artístico canadense.
  - Kanae Yamabe, judoca japonesa.
- 1991 — Andreea Mitu, tenista romena.
- 1992
  - Bob Jungels, ciclista luxemburguês.
  - Philip Hindes, ciclista britânico.
- 1993
  - Chase Ellison, ator estadunidense.
  - Mohannad Abdul-Raheem, futebolista iraquiano.
  - Morgan Pearson, triatleta norte-americano.
- 1994 — Mohamed Kanno, futebolista saudita.
- 1995
  - Juliette Goglia, atriz estadunidense.
  - Muller Dinda, futebolista gabonês.
  - Lim Na-yeon, cantora, dançarina, modelo e compositora sul-coreana.
- 1996 — Anthoine Hubert, automobilista francês (m. 2019).
- 1998 — Filippo Conca, ciclista italiano.
- 1999 — José Juan Macías, futebolista mexicano.
- 2000 — Kush Maini, automobilista indiano.

### Século XXI
- 2001
  - Gabriel Kaufmann, ator brasileiro.
  - Ayumu Iwasa, automobilista japonês.
- 2009 — Coco Yoshizawa, skatista japonesa.

## Mortes

### Anteriores ao século XIX
- 1417 — Ana de Forez, duquesa de Bourbon (n. 1358).
- 1531 — Luísa de Saboia, Duquesa de Némours (n. 1476).
- 1566 — Johannes Agricola, humanista alemão (n. 1494).
- 1607 — Alessandro Allori, pintor italiano (n. 1535).
- 1774 — Papa Clemente XIV (n. 1705).

### Século XIX
- 1828 — Shaka Zulu, chefe tribal africano (n. 1787).
- 1840
  - Augusta Sofia do Reino Unido (n. 1768).
  - Louisa Tollemache, 7.ª Condessa de Dysart (n. 1745).
- 1859 — William Alison, médico, reformador social e filantropo britânico (n. 1790).
- 1897 — Antônio Conselheiro, líder religioso brasileiro (n. 1830).

### Século XX
- 1952 — Kaarlo Juho Ståhlberg, político finlandês (n. 1865).
- 1956 — Frederick Soddy, químico britânico (n. 1877).
- 1960 — Melanie Klein, psicoterapeuta austríaca (n. 1882).
- 1969 — Adolfo López Mateos, político mexicano (n. 1909).
- 1996 — Dorothy Lamour, atriz norte-americana (n. 1914).
- 1997 — Manabu Mabe, pintor japonês (n. 1924).
- 1999 — George C. Scott, ator estadunidense (n. 1927).
- 2000 — António Lopes Ferreira, escritor e poeta português (n. 1919).

### Século XXI
- 2001 — Gustavo Soromenho, advogado e político português (n. 1907).
- 2002 — Julio Pérez, futebolista uruguaio (n. 1926).
- 2007
  - Marcel Marceau, mímico francês (n. 1923).
  - Nílton Coelho da Costa, futebolista brasileiro (n. 1928).
- 2009
  - Andréa Maltarolli, autora de novelas brasileira (n. 1962).
  - Dirce Migliaccio, atriz brasileira (n. 1933).
- 2010
  - Jackie Burroughs, atriz, diretora e dubladora britânica (n. 1939).
  - Tyler Clementi, estudante americano que cometeu suicídio (n. 1991).
- 2011 — Aristides Pereira, político cabo-verdiano (n. 1923).
- 2013 — Álvaro Mutis, poeta e escritor colombiano (n. 1923).
- 2014 — Fernando Cabrita, futebolista e treinador de futebol português (n. 1923).
- 2015 — Yogi Berra, jogador de beisebol estadunidense (n. 1925).
- 2017 — Farah Jorge Farah, médico e criminoso brasileiro (n. 1949).
- 2019 — Ivan Kizimov, ginete russo (n. 1928).
- 2020 — Elias Maluco. criminoso brasileiro (n. 1966).
- 2023 — Maria Carmem Barbosa, dramaturga, escritora de telenovelas e roteirista brasileira.

## Feriados e eventos cíclicos
- Equinócio de Setembro: Primavera no hemisfério sul e Outono no hemisfério norte geralmente ocorrem nesse dia
- Dia Mundial da Banana[2]

### Brasil
- Dia do Contador
- Aniversário do município de São Gonçalo, no estado do Rio de Janeiro
- Aniversário do município de Guaramiranga, no estado do Ceará

### Cristianismo
- Cândido de Tebas
- Digna e Emérita
- Legião Tebana
- Maurício de Tebas
- Papa Félix IV
- Tomás de Vilanova

## Outros calendários
- No calendário romano era o 10.º dia (X) antes das calendas de outubro.
- No calendário litúrgico tem a letra dominical F para o dia da semana.
- No calendário gregoriano a epacta do dia é ii.